# Sabella pavonina
Espèce
La Sabelle paon (Sabella pavonina), peacock worm (ver-paon) pour les anglophones, est un ver polychète sédentaire marin de la famille Sabellidae.

## Synonymes ou noms désuets
Cette espèce a aussi autrefois porté les noms suivants, qui ne doivent plus être employés, mais peuvent figurer dans des ouvrages plus ou moins anciens :
- Sabella penicillus
- Sabella flavellata
- Sabella longibranchiata
- Sabella ventilabrum
- Sabella viridis
- Sabella sarsi
- Sabella viola

## Habitat et répartition
L'espèce vit le long des côtes d'Europe de l'Ouest (Atlantique Est, mer du Nord, Manche) et de la Méditerranée, sur des substrats variés (sur le fond en général, mais parfois sur des rochers, des épaves).

Des limites de la zone tidale, voire dans la zone intertidale, et jusqu’à 25 mètres de profondeur, cette espèce enfonce (verticalement) son tube dans le sédiment (vase, gravier, sable), fréquemment dans les herbiers de zostères ou de posidonies.

## Description
- Le corps mesure 10 à 25 cm de long, il est plutôt gris à verdâtre ou jaunâtre, avec des tentacules bruns, rougeâtres ou violacés, avec des bandes foncées. 
Il est segmenté en nombreux métamères et divisé en 2 régions différentes : la partie antérieure, qui porte une collerette quadrilobée, est dite « thoracique » et comporte moins de segments, alors qu'ils sont très nombreux dans la partie postérieure dite « abdominale ». En tout il peut y avoir de 100 à 600 segments. 
L'ensemble du corps est protégé dans un long tube membraneux lisse et cylindrique constitué d'un mélange de mucus et de vase solidifiés.
- La tête est prolongée par un « panache branchial » en forme d'entonnoir constitué de 2 lobes branchiaux semi-circulaires (de 8 à 45 filaments chacun) entourant la bouche. L'animal s'en sert pour se nourrir et respirer. 
Les filaments sont des soies garnies de 2 files de barbules ciliées qui outre leur fonction de branchies permettent à l'animal de filtrer l'eau ou d'y capturer des proies planctoniques. Ces filaments sont colorés et présentent des zones brunâtres, rougeâtres et violacées. Si l'animal n'a pas eu le temps de rétracter son panache ou que ce dernier est abîmé, il peut se régénérer.
- Le tube peut mesurer jusqu'à une trentaine de cm de longueur ; pour un diamètre de 3 à 8 mm, mais est enfoncé dans le sol pour les deux tiers environ. 
Il n'est pas operculé.

## Détermination de la sabelle, et risque de confusion
Un risque de confusion existe avec petite sabelle Sabella discifera qui porte également un panache en 2 lobes semi-circulaires et ressemble assez à la sabelle-paon. L'adulte en est cependant plus petit (5 à 7 cm maximum), et son panache est rayé de jaune, blanc et pourpre. De plus, les 20 à 28 filaments de son panache se terminent par un point blanc ovale,  qui est un photorécepteur.
Hormis pour l'espèce citée ci-dessus, la forme du panache branchial quand il est ouvert et visible permet d'identifier les autres annélides sédentaires de la famille des Sabellidés.

La sabelle a un panache branchial constitué de 2 lobes semi-circulaires alors que:
- le spirographe Sabella spallanzanii a un panache formé de 2 lobes branchiaux inégaux, dont le plus grand est spiralé ;
- le bispire Bispira volutacornis a quant à lui 2 lobes branchiaux de taille semblable mais enroulés en spirale ;
- le ver myxicole Myxicola infundibulum  possède une membrane entre les filaments du panache branchial.